# Philippe Bruggisser (Philologe)
Philippe Bruggisser (* 1955; † 27. Januar 2014) war ein Schweizer Klassischer Philologe (Latinist).
Philippe Bruggisser wurde 1985 an der Schweizer Universität Freiburg promoviert, wo er sich auch habilitierte und ab 1991 als Privatdozent lehrte. 1996 wurde er hauptamtlicher Dozent; 2001 übernahm er den Aufbau und die Leitung des Masterprogramms für Bildung und Forschung. 2006 erfolgte die Ernennung zum Professor am damaligen Departement für Altertumswissenschaften der Philosophischen Fakultät der Universität Freiburg (seit 2010 Institut für Antike und Byzanz). Er leitete den Bachelor- und Masterstudiengang in Klassischer Philologie und war verantwortlich für den Studienaufbau Lateinische Sprache und Kultur.
Sein Hauptforschungsgebiet war die lateinische Literatur der Spätantike. Seine Dissertation beschäftigte sich mit der Romuluslegende im Vergilkommentar des Servius, seine Habilitationsschrift mit der literarischen Freundschaft in den Briefen des Quintus Aurelius Symmachus.

## Schriften (Auswahl)
- Romvlvs Servianvs. La légende de Romulus dans les Commentaires à Virgile de Servius: mythographie et idéologie à l’époque de la dynastie théodosienne. Habelt, Bonn 1987, ISBN 3-7749-2303-5 (= Dissertation).
- Symmaque ou le rituel épistolaire de l’amitié littéraire. Recherches sur le premier livre de la correspondance. Éd. Universitaires, Fribourg 1993, ISBN 2-8271-0593-4 (= Habilitationsschrift).